# Potamós tou Kámpou
Potamós tou Kámpou är en ort i Cypern.   Den ligger i distriktet Eparchía Lefkosías, i den centrala delen av landet, 50 km väster om huvudstaden Nicosia. Potamós tou Kámpou ligger 15 meter över havet och antalet invånare är 669. Den ligger på ön Cypern.
Terrängen runt Potamós tou Kámpou är kuperad. Havet är nära Potamós tou Kámpou norrut. Trakten runt Potamós tou Kámpou är ganska glesbefolkad, med 21 invånare per kvadratkilometer. Närmaste större samhälle är Léfka, 5,2 km sydost om Potamós tou Kámpou. Trakten runt Potamós tou Kámpou är i huvudsak ett öppet busklandskap.